# Vassilievski (Kursk)
|  | Per a altres significats, vegeu «Vassilievski». |

Vassilievski (en rus: Васильевский) és un poble (un possiólok) de l'óblast de Kursk, a Rússia, que en el cens del 2010 tenia 50 habitants. Pertany al districte de Kastórnoie.